# Basilikum-slægten
Basilikum (Ocimum) er en slægt med ca. 60 arter, der er udbredt i de tempererede egne af Afrika og Sydamerika. Det er flerårige, stedsegrønne urter med en opstigende til opret vækst. De dyrkede planters hjemsted kendes ikke, men må have været et sted med subtropisk klima. Der findes flere forskellige varianter, men grøn basilikum er den mest brugte i husholdningen. Her beskrives kun en arter, som dyrkes i Danmark.
| Beskrevne arter |

- Citronbasilikum (Ocimum americanum)
- Basilikum (Ocimum basilicum)

| Andre arter |

- Ocimum americanum
- Ocimum campechianum
- Ocimum gratissimum
- Ocimum kilimandscharicum
- Ocimum minimum
- Ocimum neurophyllum
- Ocimum selloi
- Ocimum tenuiflorum